# کامیانتس-پودیلسکی
کامیانتس-پودیلسکی (به اوکراینی: Ка́м'яне́ць-Поді́льський) شهری در استان خملنیتسکی در کشور اوکراین است. جمعیت این شهر ۹۷,۹۰۸ (۲۰۲۱ تخمینی)نفر است.

## نگارخانه

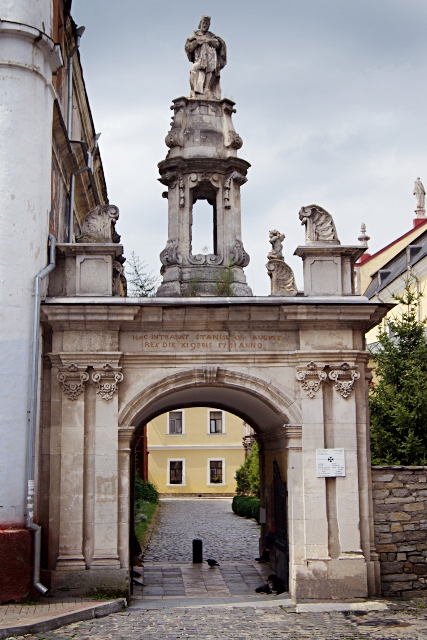
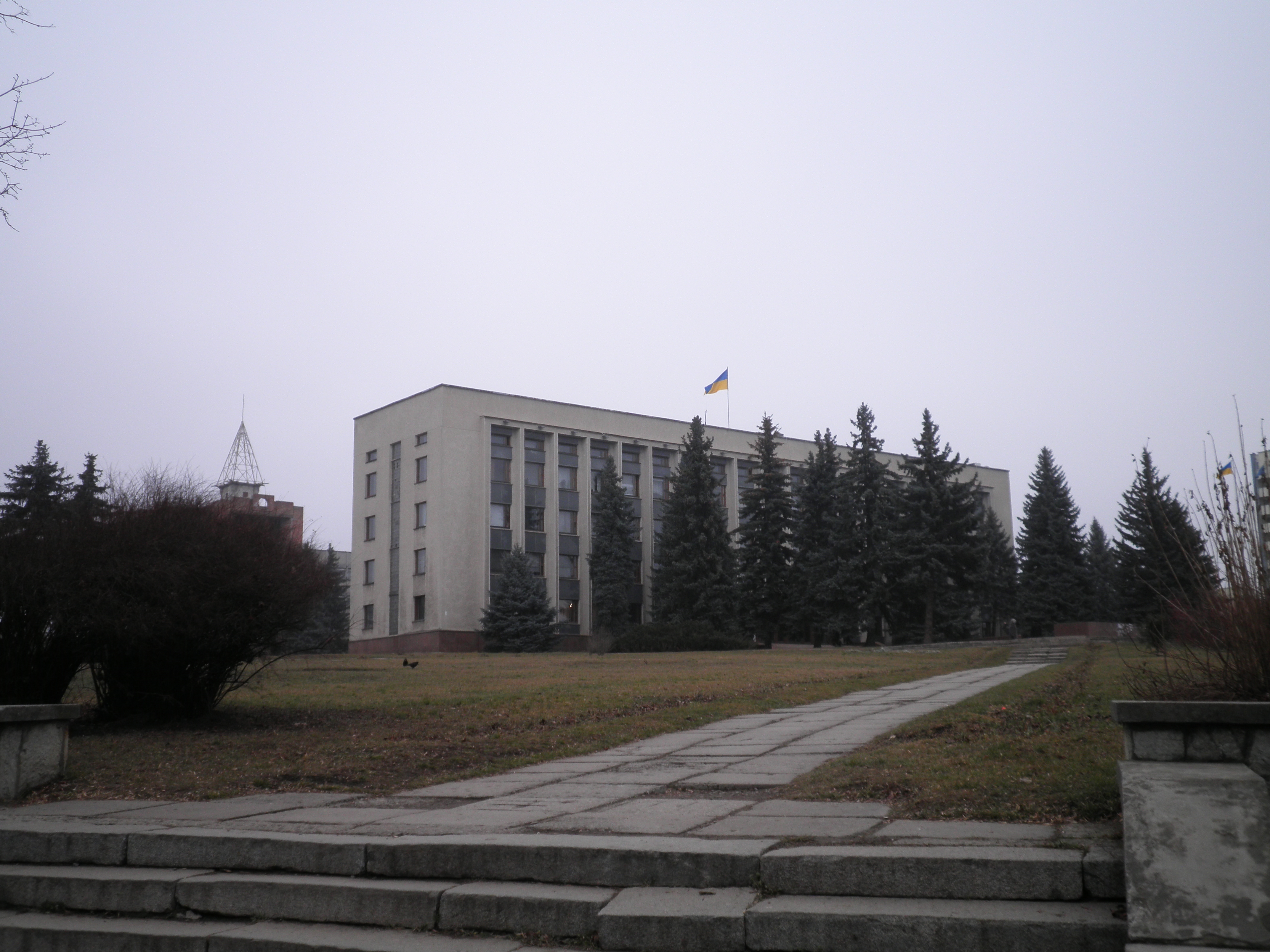
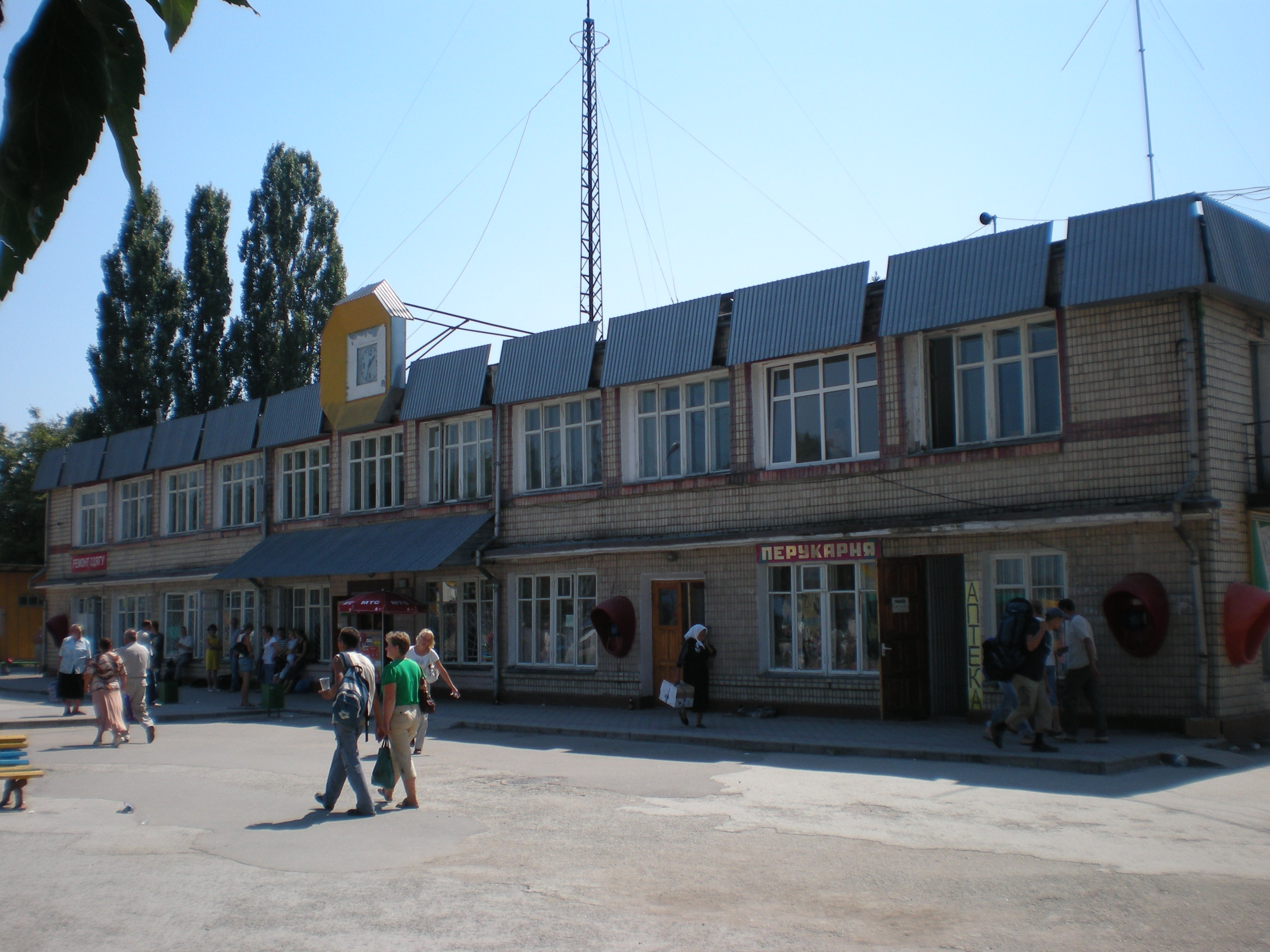
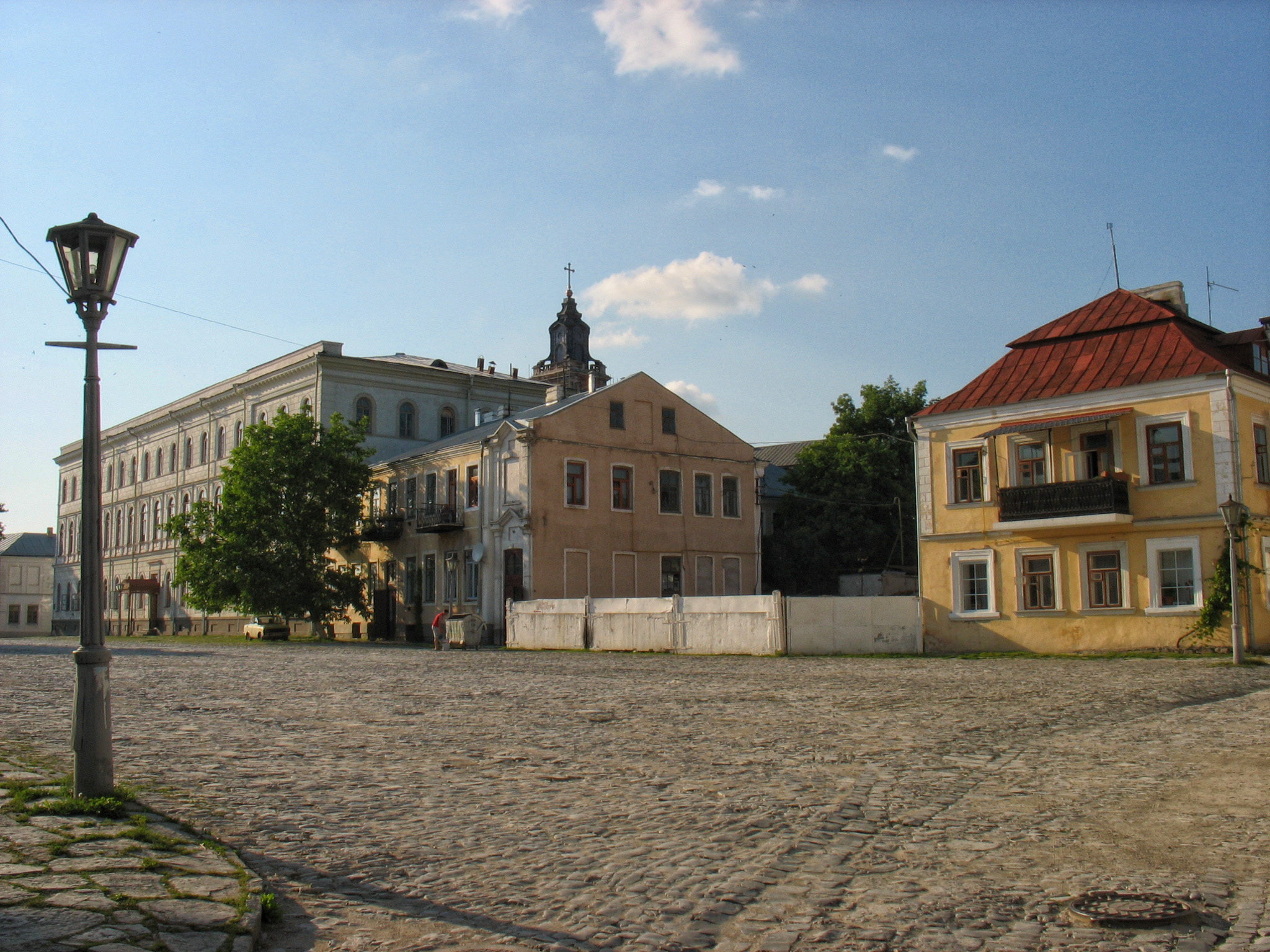
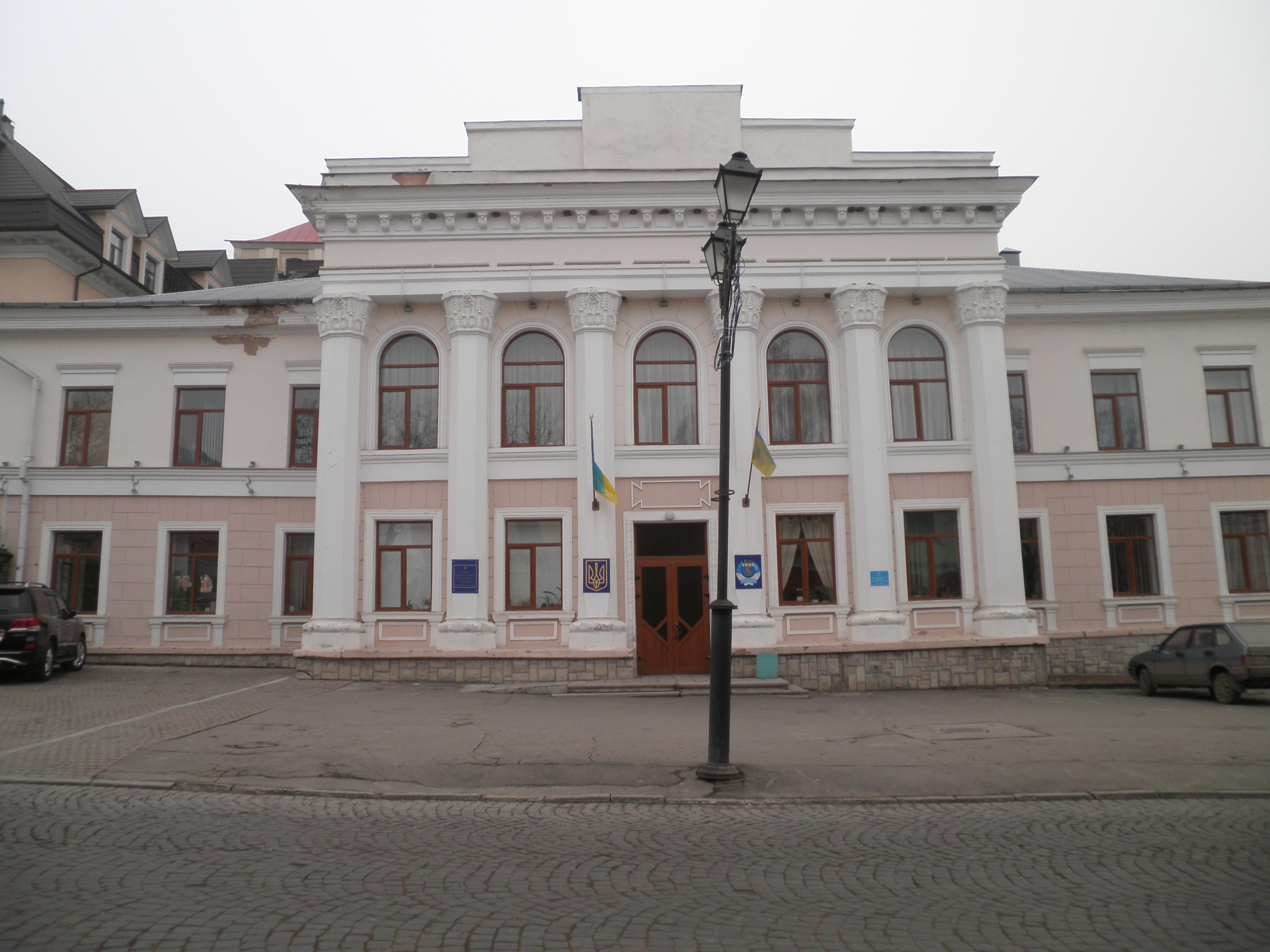
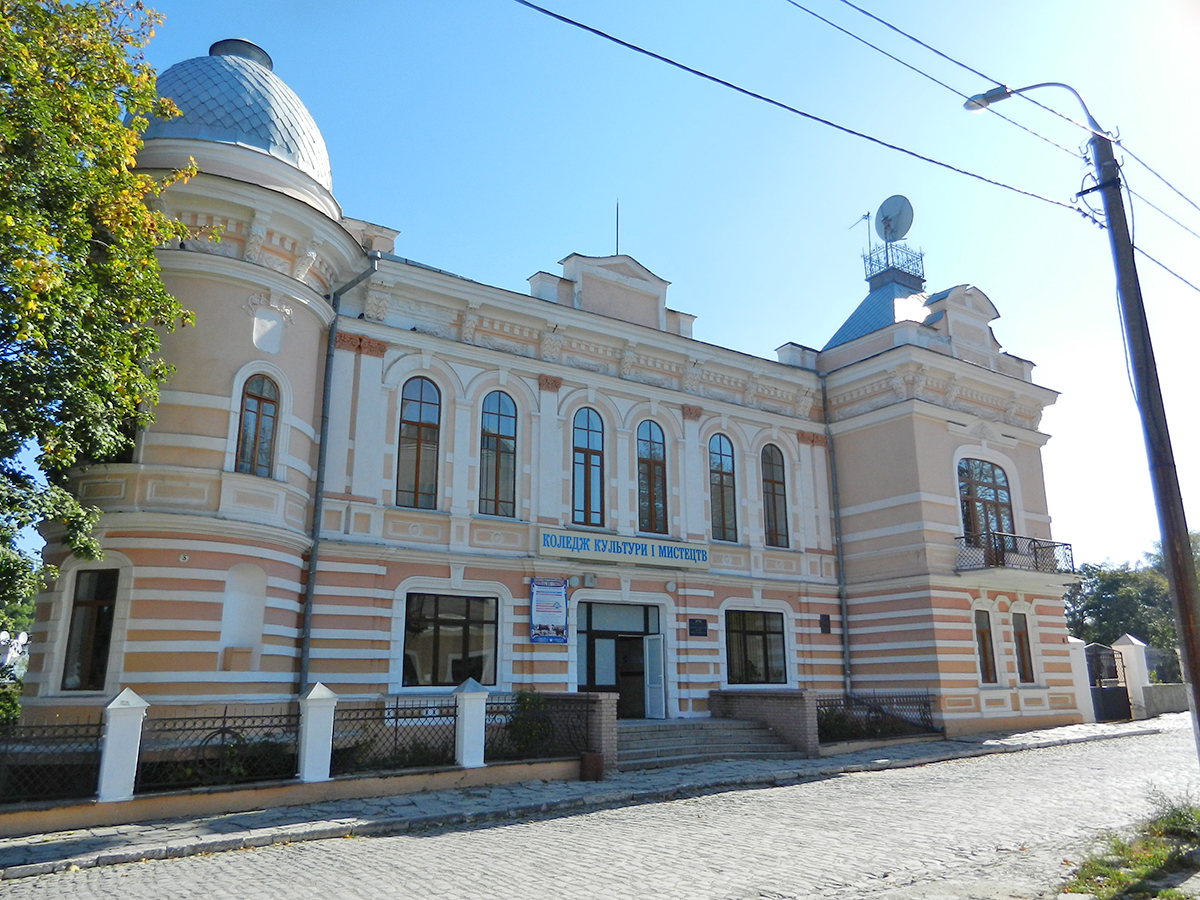
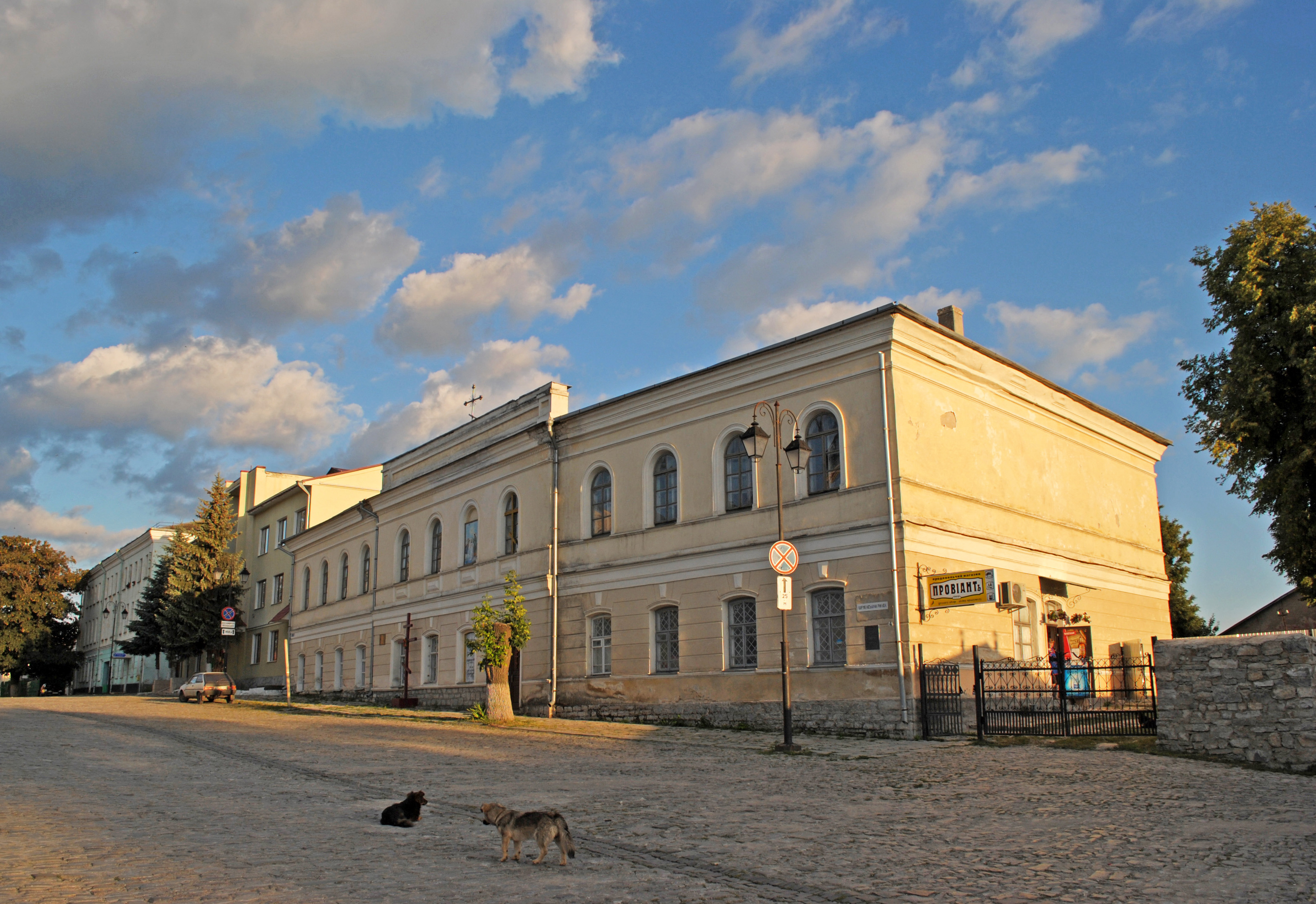
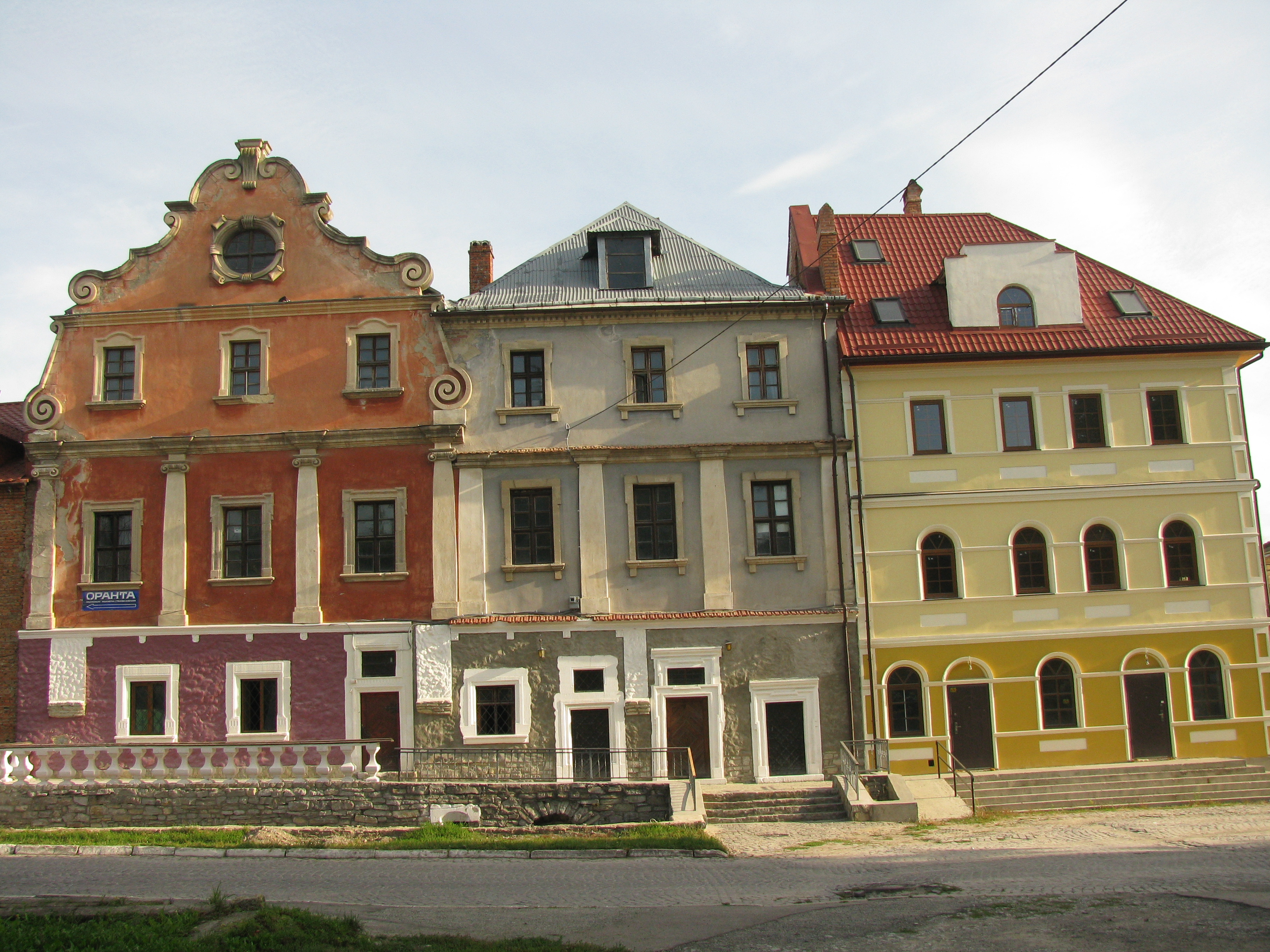
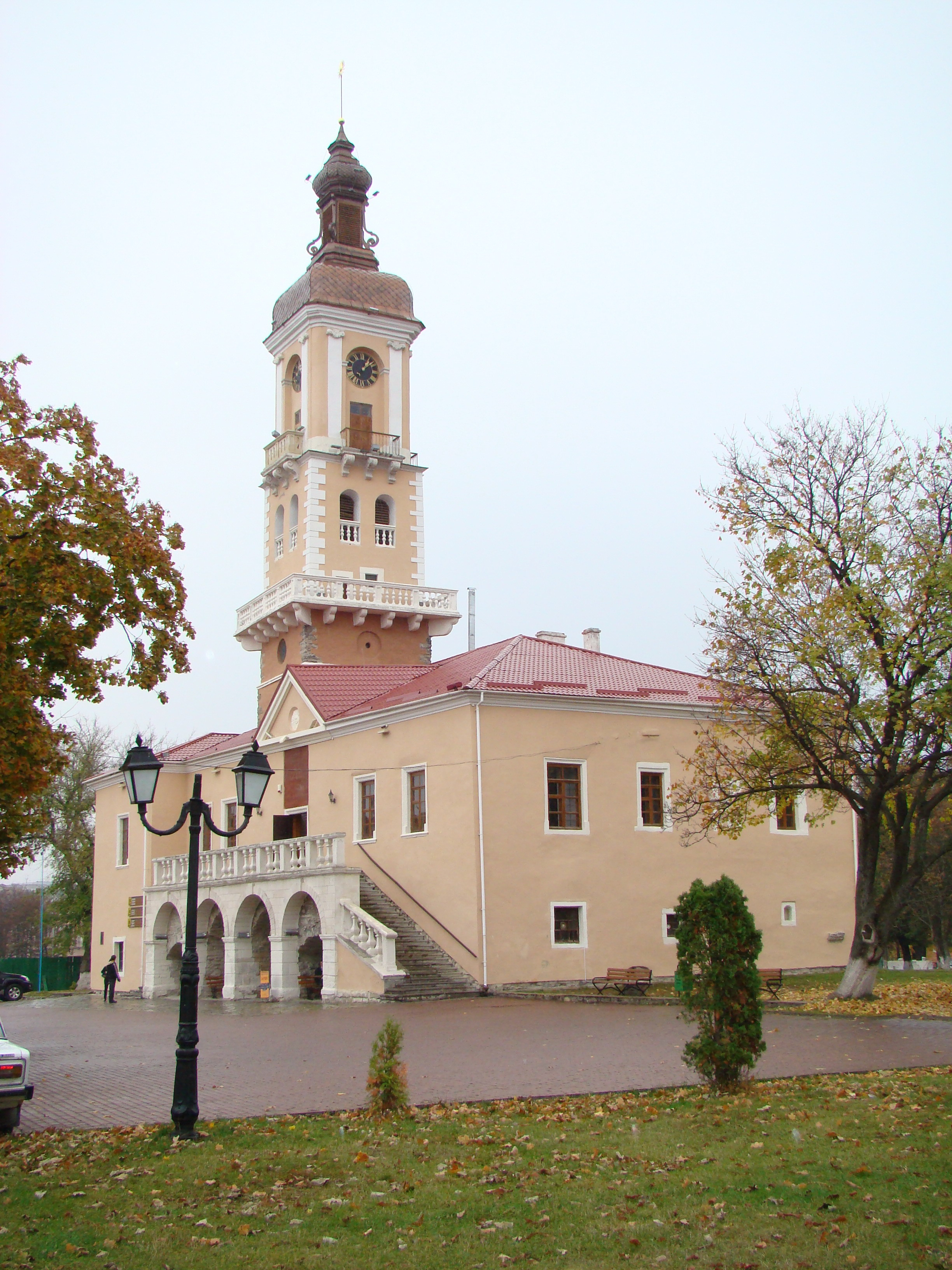
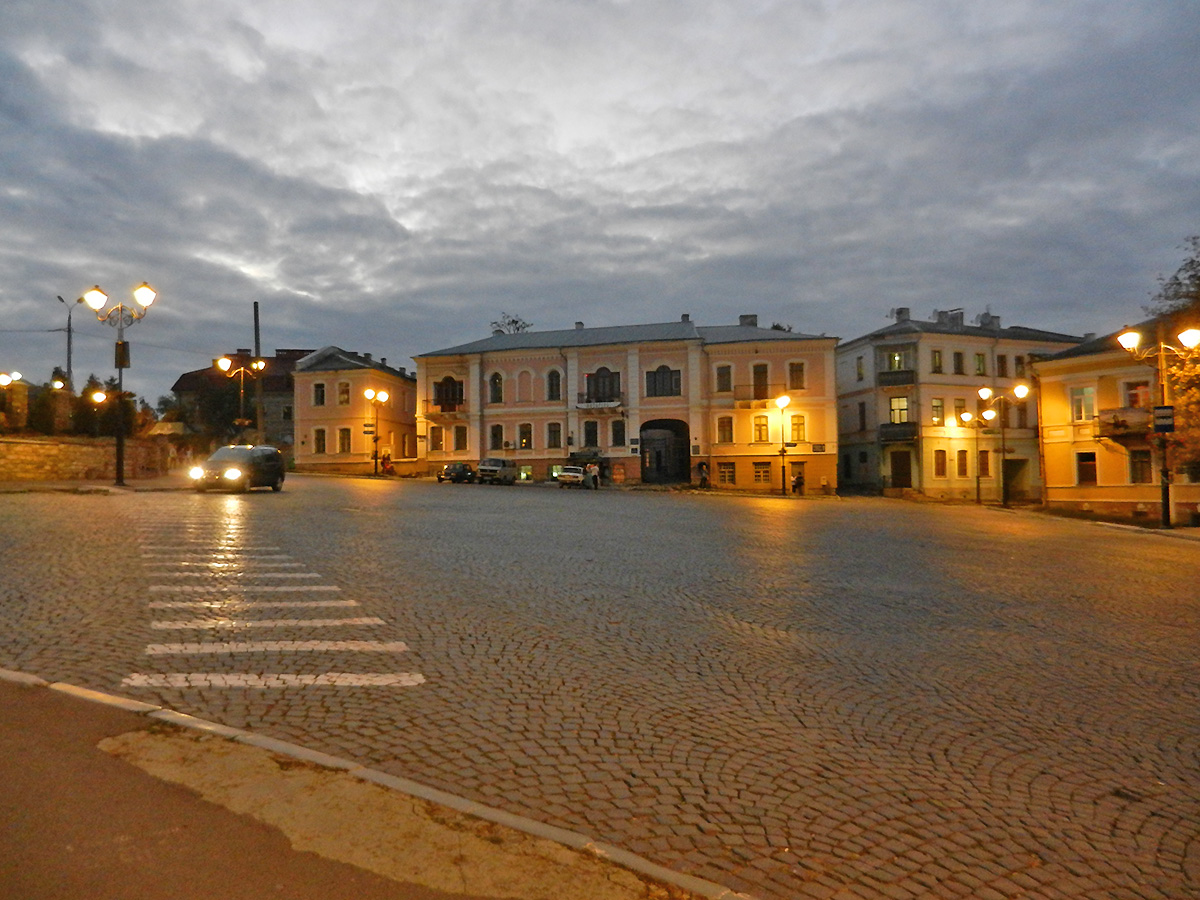
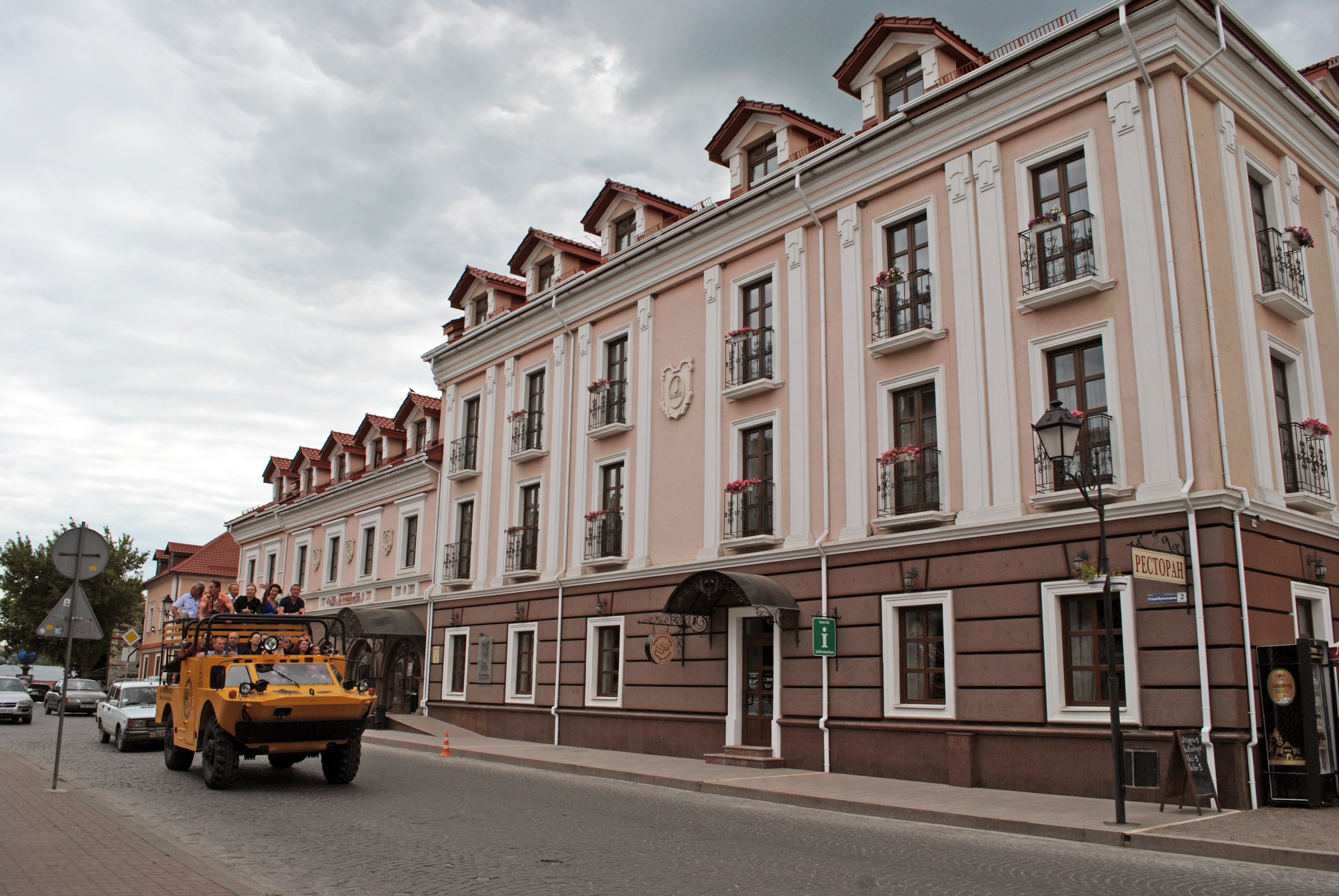
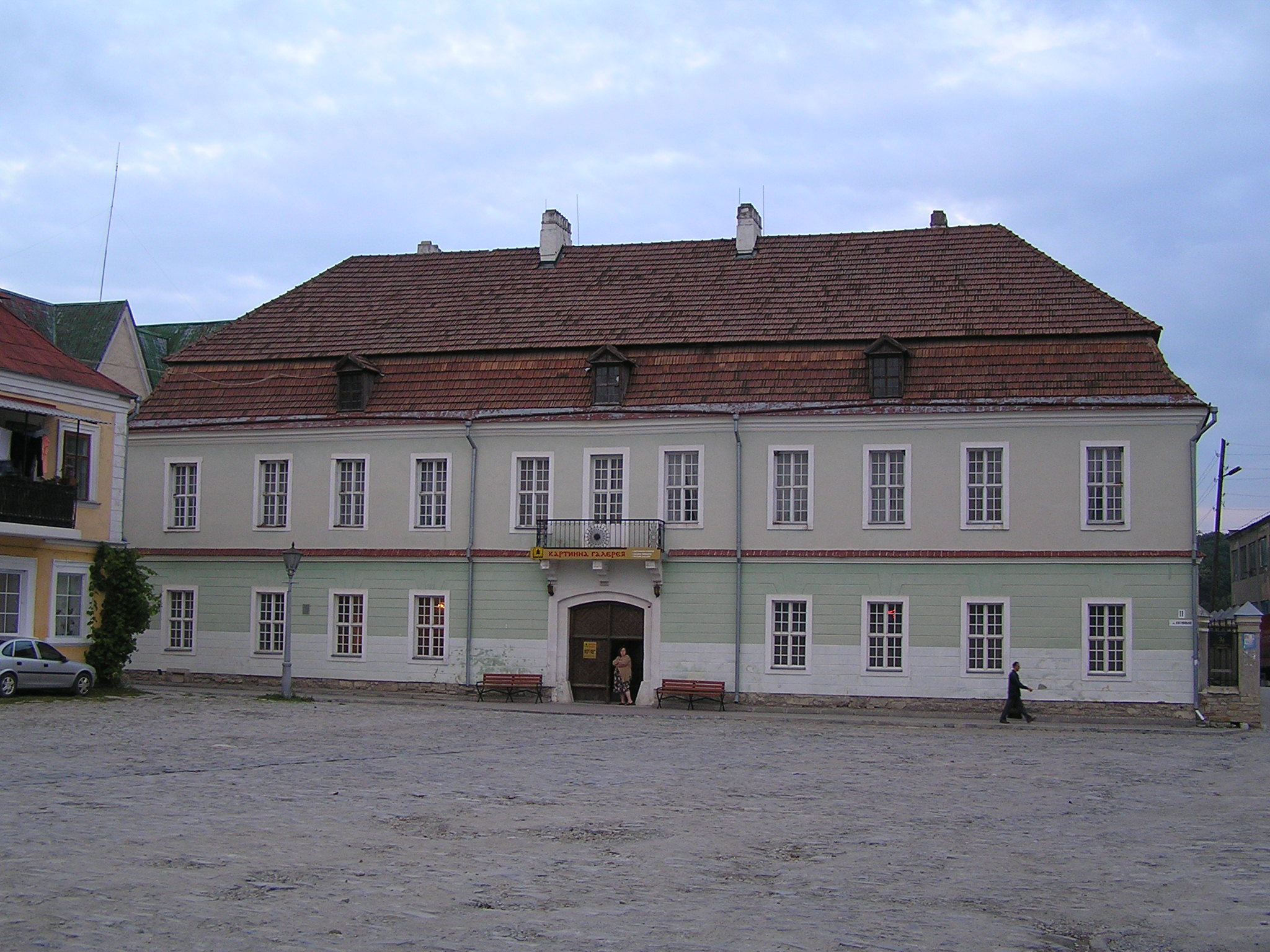
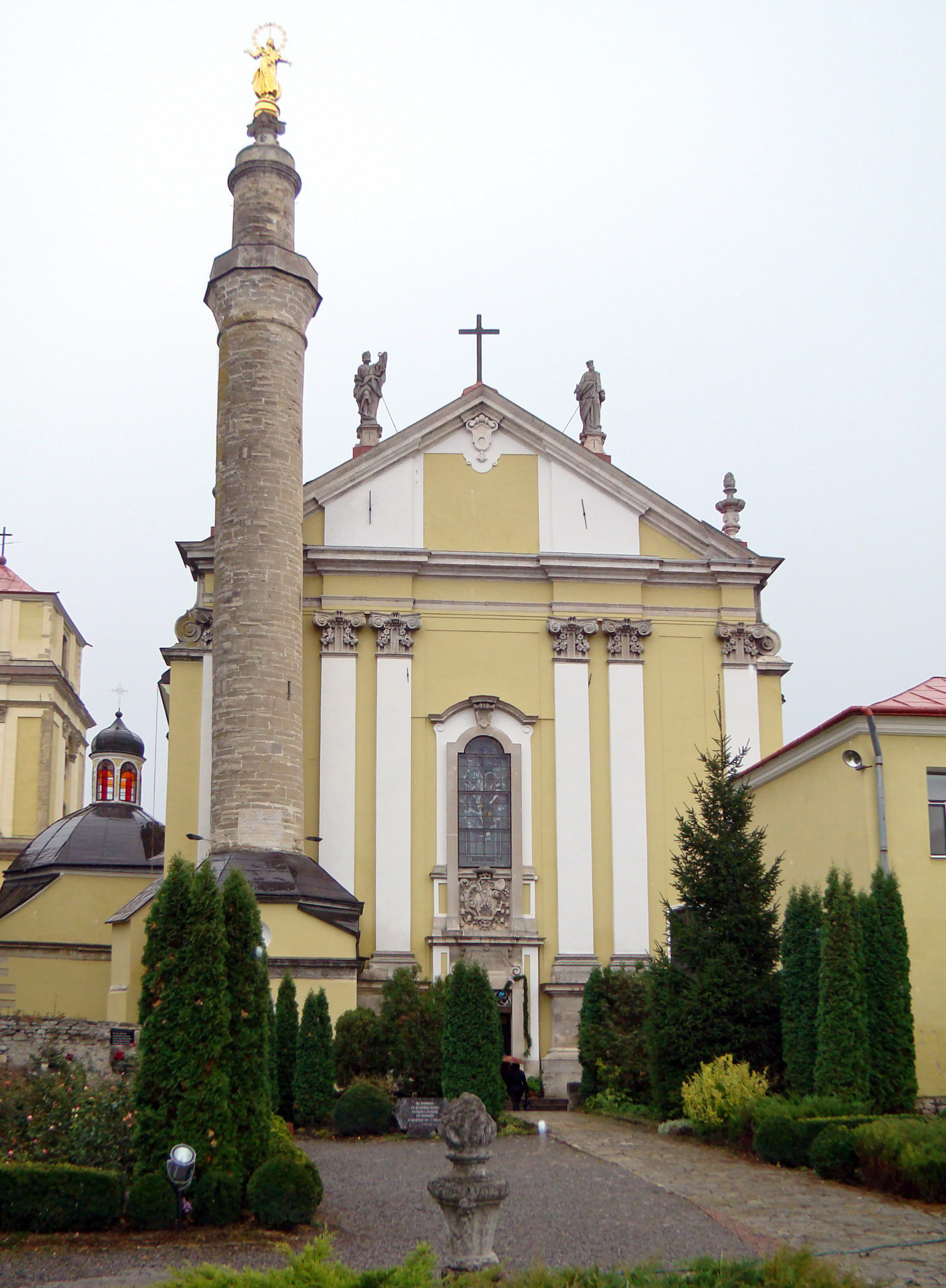
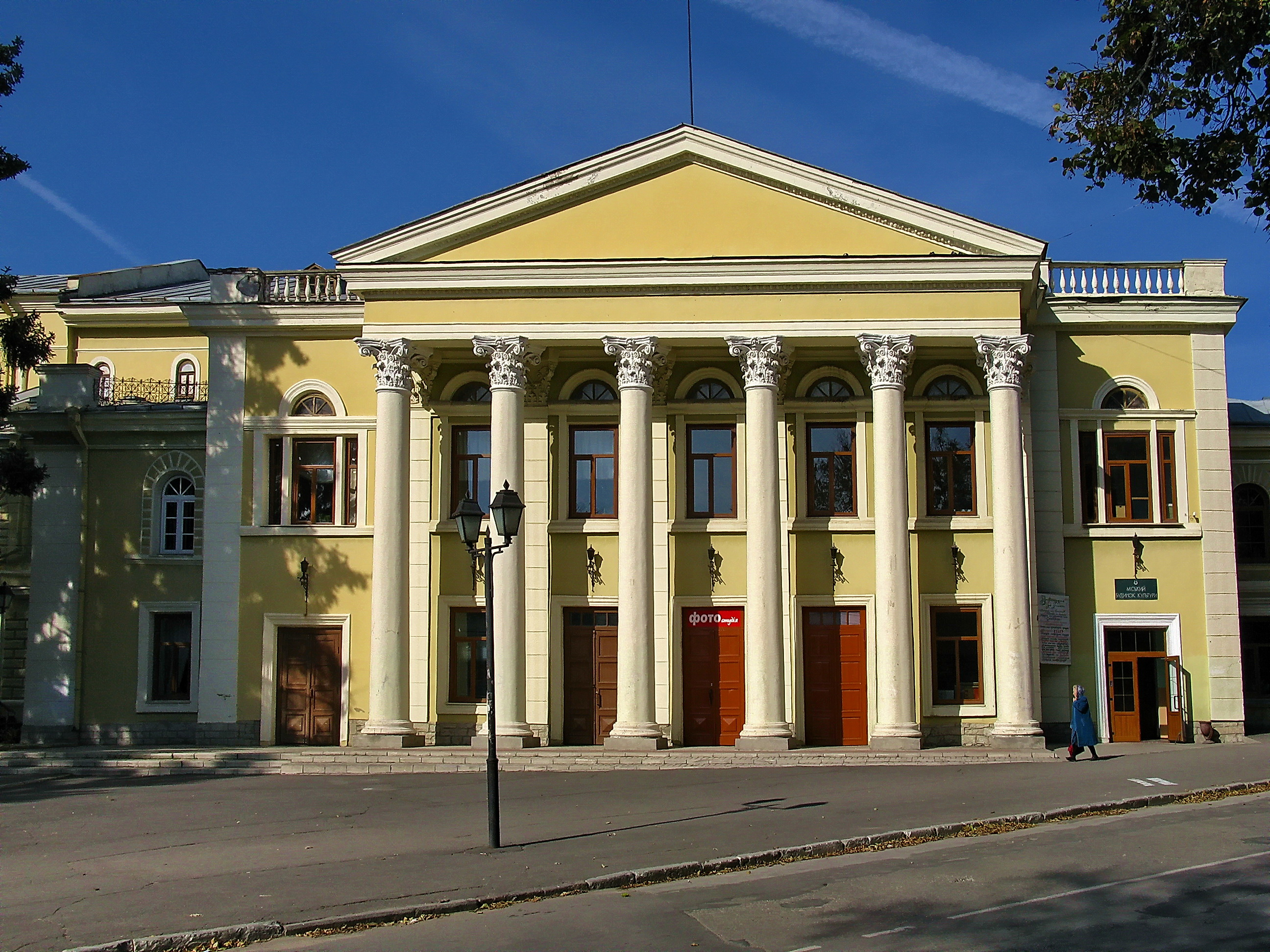
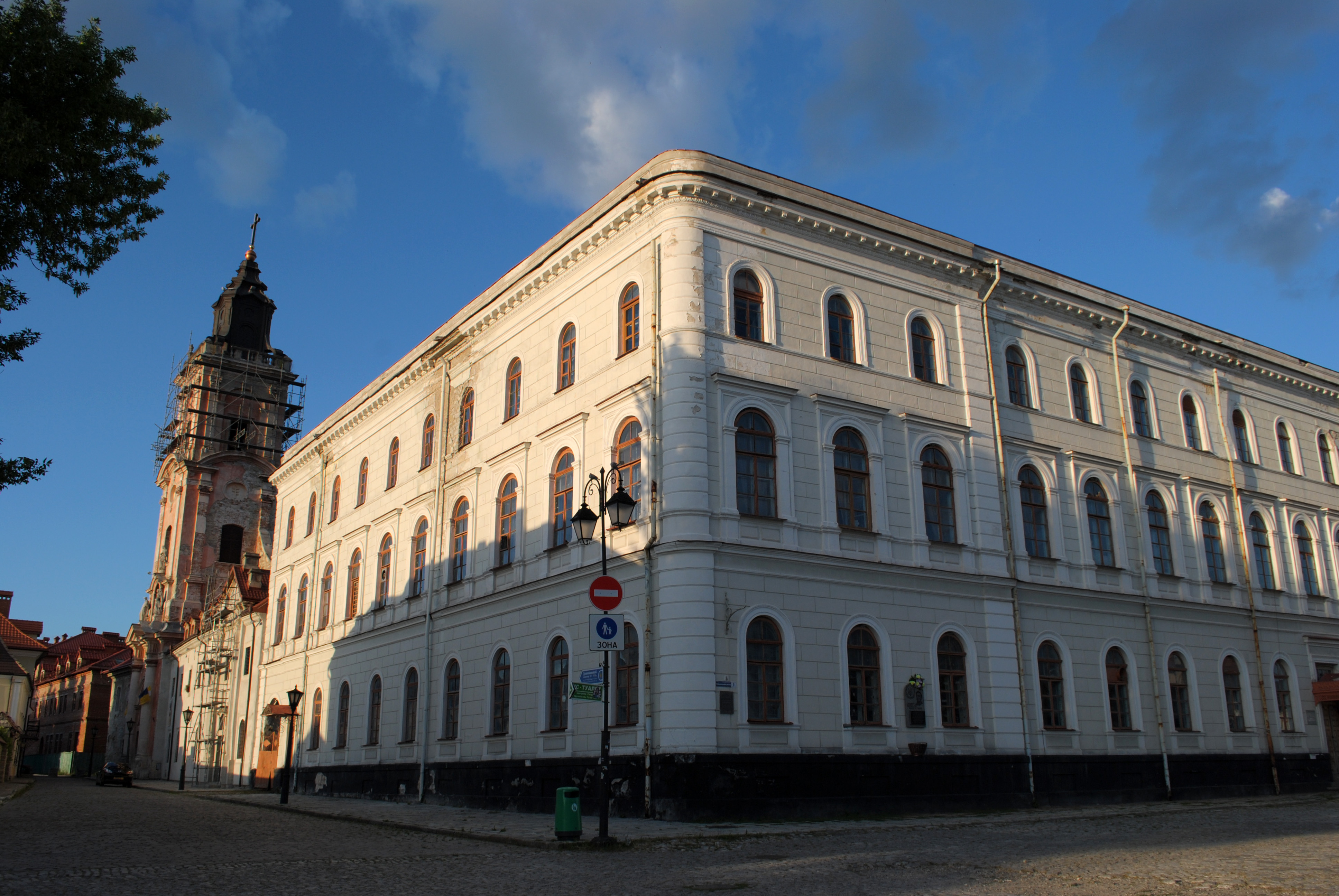
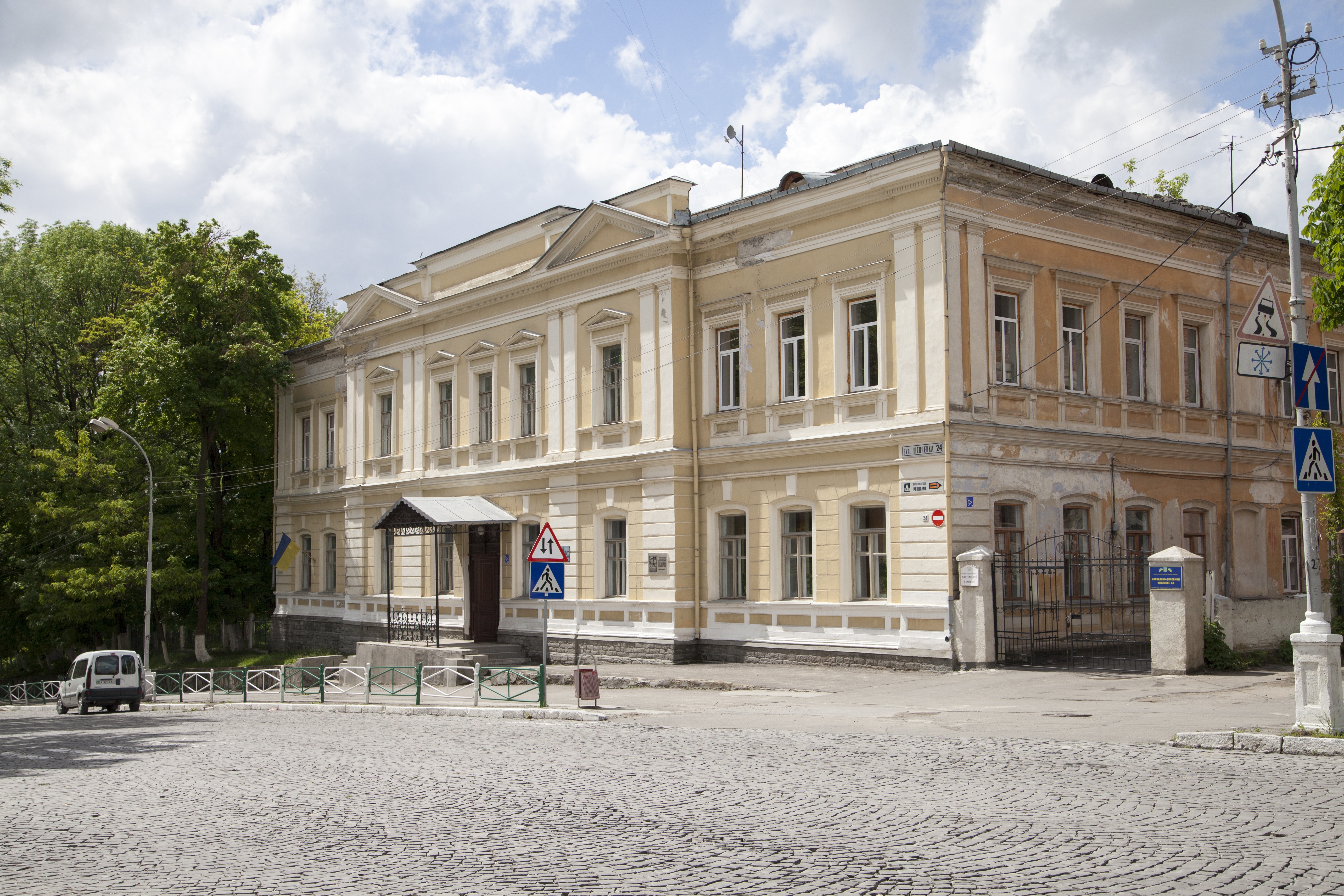